# Ле-Мениль-Дюран
Ле-Мени́ль-Дюра́н (фр. Le Mesnil-Durand) — коммуна во Франции, находится в регионе Нижняя Нормандия. Департамент коммуны — Кальвадос. Входит в состав кантона Ливаро. Округ коммуны — Лизьё.
Код INSEE коммуны — 14418.

## Население
Население коммуны на 2010 год составляло 310 человек.
| 1962 | 1968 | 1975 | 1982 | 1990 | 1999 | 2010 |
| ---- | ---- | ---- | ---- | ---- | ---- | ---- |
| 323  | 288  | 258  | 305  | 302  | 272  | 310  |

## Экономика
В 2010 году среди 193 человек трудоспособного возраста (15—64 лет) 153 были экономически активными, 40 — неактивными (показатель активности — 79,3 %, в 1999 году было 72,5 %). Из 153 активных жителей работали 144 человека (80 мужчин и 64 женщины), безработных было 9 (2 мужчин и 7 женщин). Среди 40 неактивных 9 человек были учениками или студентами, 23 — пенсионерами, 8 были неактивными по другим причинам.